# One Court Square
One Court Square, ook bekend als Citicorp Building en Citigroup Building, is een wolkenkrabber in de Amerikaanse stad New York. De bouw van de kantoortoren, die staat aan 2501 Jackson Avenue, werd in 1990 voltooid.

## Ontwerp
One Court Square is 200,5 meter hoog en telt 50 verdiepingen. Het is door Skidmore, Owings and Merrill in modernistische stijl ontworpen en bevat ongeveer 130.000 vierkante meter aan kantoorruimte. Het gebouw is het hoogste gebouw op Long Island, het hoogste in New York buiten Manhattan en, na de Williams Tower, het hoogste gebouw in de Verenigde Staten buiten een Central business district.